# Micrixalus thampii
Espèce
Statut de conservation UICN

 DD  : Données insuffisantes
Micrixalus thampii est une espèce d'amphibiens de la famille des Micrixalidae.

## Répartition
Cette espèce est endémique du Kerala en Inde. Elle se rencontre à Sairandhri, à Kuddam, à Siruvanidans et dans le parc national de Silent Valley dans le district de Palakkad dans les Ghâts occidentaux.

## Étymologie
Cette espèce est nommée en l'honneur de Shri P. H. Thampi.

## Publication originale
- Pillai, 1981 : Two new species of Amphibia from Silent Valley, Kerala. Records of the Zoological Survey of India, vol. 3, p. 153-158.